# Hongrie au Concours Eurovision de la chanson 2009
La Hongrie a participé au Concours Eurovision de la chanson 2009.
C'est le chanteur Zoli Ádok qui a représenté la Hongrie à Moscou avec la chanson "Dance with me" (Danse avec moi). C'est la 9e participation de la Hongrie au Concours. Elle a été représentée par Magyar Televízió.